# Satilla
Le fleuve Satilla ((en) Satilla River) est un fleuve des États-Unis long de 418 kilomètres qui se jette dans l'océan Atlantique.

## Parcours
Le fleuve prend sa source dans le comté de Ben Hill, en Géorgie, près de la ville de Fitzgerald. Il coule ensuite en direction de l'est, passe par les villes de Waycross et Woodbine et finit par se jeter dans l'océan Atlantique à environ 16 kilomètres au sud de Brunswick.